# 高鏞
高鏞（1512年—？年），字景甫，號靈湫，四川成都府內江縣人，民籍。

## 生平
治《書經》，由國子生中式嘉靖十三年（1534年）甲午科四川鄉試第四十九名舉人，年三十三歲中式嘉靖二十三年（1544年）甲辰科會試第二百十七名，第三甲第一百四十七名進士。次年任浙江平阳县知县，二十八年十一月选授陕西道試監察御史，三十年两淮巡盐，又巡按江西，三十五年三月掌吏部事大学士李本奉诏考察不职科道官，高鏞以不謹降调，累任中牟县知县、雲南大理府同知。擢南京部郎，辞官归乡。

## 家族
曾祖高友恭，知縣 贈通議大夫戶部右侍郎；祖高齊南，府通判 贈承德郎 加贈通議大夫戶部右侍郎；父高公韶，通議大夫戶部右侍郎；前母冉氏（贈孺人 封淑人）；羅氏（封孺人 加封淑人）。具慶下，妻鄭氏，繼妻喻氏；行二，兄麒岡（封主事）；科登；夔涉；恩；玨；斌；鍈；鉞（貢士）；銓；鍊；錫（監生）；□，弟鎬；釗；鈂；錞；錪；釪（官正生□）；□。